# Noiraude
Cet article possède des paronymes, voir La Noiraude et Le Noiraud.
 (avril 2023).
Si vous disposez d'ouvrages ou d'articles de référence ou si vous connaissez des sites web de qualité traitant du thème abordé ici, merci de compléter l'article en donnant les références utiles à sa vérifiabilité et en les liant à la section « Notes et références ».
Noiraude se dit d'un personnage au teint mat. On le retrouve aussi comme nom pour des chattes et des vaches.

## Origine
Dans la mythologie indienne, Shiva traita sa femme Gaurî de « noiraude » car elle avait le teint mat. Furieuse, elle partit dans la montagne afin de se livrer à l'ascèse en vue d'obtenir un teint doré.

## Dans l'animation
- Dans les films Mon voisin Totoro et Le Voyage de Chihiro réalisés par Hayao Miyazaki, les Susuwatari, noiraudes (まっくろくろすけ, Makkuro kurosuke?) sont des petites boules de suie enchantées.
- La Noiraude est une série animée française de 1977, dont le personnage principal, la Noiraude, est une vache toute noire. Créée par Jean-Louis Fournier (auteur) et Gilles Gay (dessinateur), elle passa sur TF1 dans L'Île aux enfants la même année.
- La noiraude jouait dans La Vache et le prisonnier (avec Fernandel).

## Autres produits
La Noiraude est une bière blanche de Lorraine, brassée par la brasserie artisanale Les Brasseurs de Lorraine.